# يربعي (غيزانية)
يربعي (بالفارسية: یربیعی) هي قرية تقع في إيران في قسم غيزانية الريفي. يقدر عدد سكانها بـ 0 نسمة بحسب إحصاء 2016.